# Ernestina Akuetteh
Ernestina Akuetteh († zwischen 2005 und 2019) war eine ghanaische Tischtennisspielerin.

## Karriere
Bei den Afrikameisterschaften der Jahre 1964 und 1968 gewann Akuetteh jeweils an der Seite ihrer Landsfrau Ethel Jacks die Goldmedaille. Außerdem gewann die Ghanaerin mit Jacks gemeinsam die Westafrikameisterschaft 1968 im Damendoppel und wurde insgesamt fünfmal Vize-Afrikameisterin im Einzel (1964), Doppel (1962) und mit der Damen-Mannschaft (1962, 1964, 1968). Bei ihrer dreimaligen WM-Teilnahme (1961, 1965, 1967) erreichte sie keine nennenswerten Erfolge.
Im Dezember 1997 belegte Akuetteh den vierten Platz bei der ghanaischen Landesmeisterschaft der über 40-Jährigen.

## Ergebnisse
| Turnier             | Jahr | Ort        | Einzel        | Doppel        | Mixed         | Team   |
| ------------------- | ---- | ---------- | ------------- | ------------- | ------------- | ------ |
| Afrikameisterschaft | 1962 | Alexandria |               | Silber        |               | Silber |
| Afrikameisterschaft | 1964 | Accra      | Silber        | Gold          |               | Silber |
| Afrikameisterschaft | 1968 | Lagos      |               | Gold          |               | Silber |
| Weltmeisterschaft   | 1961 | Peking     | Runde der 128 | Runde der 64  | Runde der 64  | 19.    |
| Weltmeisterschaft   | 1965 | Ljubljana  | Qualifikation | Qualifikation | Qualifikation | 25.    |
| Weltmeisterschaft   | 1967 | Stockholm  | Runde der 128 | scratched     | scratched     |        |